# برونو نيكولاس توليدو دانتي
برونو نيكولاس توليدو دانتي (بالإسبانية: Bruno Toledo)‏ (25 أغسطس 1994 بمونتفيدو في الأوروغواي - ) هو لاعب كرة قدم أوروغواني في مركز الدفاع. لعب مع نادي ليفربول.

## وصلات خارجية
- برونو نيكولاس توليدو دانتي على موقع قاعدة بيانات كرة القدم.إي يو (الإنجليزية)
- برونو نيكولاس توليدو دانتي على موقع Soccerway.com (الإنجليزية)